# Миклош III Антал, князь Эстерхази
Миклош (Николай, Николаус) III Антал, князь Эстерхази (венг. Esterházy III Miklós; 25 июня 1817, Регенсбург — 28 января 1894, Вена, Австро-Венгрия) — венгерский князь, член династии Эстерхази. Сын князя Пала III Антала, после смерти которого в 1866 году возглавил семейство Эстерхази, и Марии Терезии Турн-унд-Таксис.

## Биография
Эстерхази, или Эстергази-Галанта (венг. Esterházy de Galántha), были крупнейшими частными землевладельцами Венгрии при Габсбургах. Первоначально имения Эстерхази находились в Галанте (ныне Словакия). Богатство рода было обусловлено приверженностью царствующему дому и католицизму. Семейству принадлежали огромные земельные владения. Например, в начале XIX века князьям Эстерхази принадлежали 29 имений, в том числе, 60 городов и городков и 400 деревень в основном в Венгрии. В 1626 году император Священной Римской империи сделал их графами, а с 1712 года глава рода носил княжеский титул. В отличие от других венгерских князей-магнатов (таких как Баттьяни или Пальфи), Эстерхази были медиатизованы, то есть считались равнородными европейским монархам.
Миклош III Антал был 9-м князем Эстерхази-Галанта. Ранние годы Миклош провёл не в родовом дворце Эстерхази в Венгрии, а в Лондоне, где его отец был имперским послом. В британской столице юноша познакомился со своей будущей женой Сарой Фредерикой Кэролайн Чайлд Вильерс.
После возвращения на родину Миклош поступил на службу к австрийскому императору Францу Иосифу I и в 1854 году сопровождал его в поездках по Венгрии и Трансильвании. В 1862 году был награждён высшим орденом Габсбургской монархии — орденом Золотого руна.
В 1866 году он стал князем Эстерхази-Галанта и получил майорат. Однако из-за огромных долгов семьи и надвигающейся несостоятельности в 1865 году при посредничестве австрийского императора был вынужден согласиться на принудительное управление его активами и имуществом (секвестр).
Чтобы покрыть хотя бы часть долгов, М. Эстерхази в 1874 году продал Королевству Венгрия часть семейной картинной галереи. Эти экспонаты до сих пор являются основой Венгерской национальной галереи.

## Брак и дети
В возрасте 24 лет Миклош взял в жены 19-летнюю леди Сару Фредерику Чайльд-Вилльерс (1822—1853), среднюю дочь виконта Джорджа Чайлда Вильерса, 5-го графа Джерси, родственника Джорджа Вильерса, 1-го герцога Бекингема. Отец дал разрешение на брак очень неохотно. Свадьба состоялась в резиденции посла, Чендос Хаузи, в Лондоне 8 февраля 1842 года . Была также проведена церемония венчания по протестантскому обряду в церкви Святого Георга. Супружеская жизнь оказалась счастливой. У пары родилось шестеро детей:
- Павел IV Эстергази (1843—1898) — следующий князь Эстергази де Галата, был дважды женат, двое сыновей и дочь;
- Алайош Дьордь (1844-1912) - женат не был, детей не имел;
- Адольф (1846-1847) - прожил 4 месяца;
- Сара София (1848—1885) — жена князя Николая Гогенлое-Вальденбурга-Шиллингсфюрста,  одна дочь;
- Мария Терезия (1849-1856) - прожила 6 лет;
- Антал Миклош (1851—1935) — был женат на Марии Ирме Андраши, детей не имел.